# Рибці (Пуховицький район)
Рибці (біл. вёска Рыбцы) — село в складі Пуховицького району Мінської області, Білорусь. Село підпорядковане Пережирській сільській раді, розташоване в центральній частині області.